# Chronologie de la radio
Ceci est une chronologie de la radio, qui se propose d'indiquer les étapes importantes de l'évolution du média radio au cours du temps, depuis la création de la radiodiffusion jusqu'à l'époque actuelle. Son contenu concerne en grande partie l'histoire de la radio en France, mais l'article évoque aussi les faits marquants de ce média à travers le monde.
Pour avoir des informations détaillés depuis la naissance des télécommunications jusqu'à l'avénement des transistors en 1954, correspondant à la naissance de la radio moderne, se référer à l'article « Histoire de la radio ».

Accès rapide aux sections par décennies
2020 - 2010 - 2000 - 1990 - 1980 - 1970 - 1960 - 1950 - 1940 - 1930 - 1920 - Avant 1920

## Années 2020
- 2024 en radio - x
- 2023 en radio - x
- 2022 en radio - x
- 2021 en radio - x
- 2020 en radio - x

## Années 2010
- 2019 à la radio
Dans le monde : la 8e édition de la Journée mondiale de la radio encourage les décideurs à développer l'accès à l'information par le biais de la radio[1]. Selon le rapport du WorldDAB, plus de 82 millions de récepteurs DAB/DAB+ ont été vendus en Europe et Asie-Pacifique, contre 71 millions un an plus tôt[2]. L'étendue de la couverture du réseau DAB/DAB+ atteint plus de 95 % en Norvège, Suisse, Danemark, Allemagne, Royaume-Uni, Pays-Bas et Belgique[3]. Au Canada, le média radio célèbre son 100e anniversaire, Montréal ayant été la première ville au monde à posséder une vraie station de radio en 1919[4].

Plus spécifiquement, en France : Radio France prévoit de générer 60 millions d'euros d'économies d'ici à 2022, avec 236 départs volontaires,. Le Groupe 1981 rachète OUI FM à l'animateur Arthur. Europe 1 signe sa plus faible performance historique, se retrouvant battue par France Inter, RTL, NRJ, France Info, RMC, Skyrock, France Bleu et Nostalgie. L'intégration de la technologie DAB+ dans les récepteurs de radio proposés à la vente en France devient obligatoire. Arrêt définitif de l'émetteur Grandes Ondes d'Europe 1. Roch-Olivier Maistre est nommé président du CSA français par Emmanuel Macron, succédant ainsi à Olivier Schrameck. Éric Zemmour est écarté de RTL car les thèses qu'il défend ne seraient pas compatibles avec l'esprit des débats auxquels il participe sur cette antenne.
Plus spécifiquement, en Belgique : le CSA belge a publié pour la première fois des autorisations DAB+ pour les neuf prochaines années, norme qui devrait à terme remplacer l'analogique.
- 2018 à la radio
Dans le monde : IHeartMedia, la plus grande société de radio américaine, accuse une dette de 20 milliards de dollars et se déclare en faillite[14]. Au Canada, Stingray Digital annonce l'acquisition de l'un des plus importants radiodiffuseurs, lequel détient 101 radios locales et emploie environ 800 personnes[15]. La Commission européenne impose la radio numérique dans les autoradios vendus dans l'Union[16]. Selon GfK, la croissance des ventes de récepteurs DAB+ au niveau mondial est de 13% sur le 1er semestre 2018[17].

Plus spécifiquement, en Belgique : lancement officiel du DAB+ dans les régions de Wallonie et de Bruxelles. La RTBF arrête d'utiliser les ondes moyennes pour la diffusion de ses programmes.
Plus spécifiquement, en France : Lagardère Active vend à Czech Media Invest ses radios en République tchèque, Pologne, Slovaquie et Roumanie, pour un montant de 73 millions d'euros. RTL, RTL 2 et les radios de Lagardère active quittent leur siège historique pour s'installer respectivement à Neuilly-sur-Seine et dans le 15e arrondissement de Paris,,. Début d'une programmation, sur Radio France, consacrée au cinquantenaire des événements de Mai 68. L'Orchestre philharmonique et le Chœur de Radio France sont mobilisés pour le centenaire de l'armistice de la guerre 14-18. Lancement du déploiement du DAB+ en France, en commençant par les Hauts-de-France. Le CSA retire à Mathieu Gallet son mandat de président de Radio France, à la suite de sa condamnation pour favoritisme lors de son passage à l'INA,. Le jeu des 1000 euros a 60 ans. Mort de Pierre Bellemare, pionnier des programmes de radio comme producteur et animateur.
Plus spécifiquement, en Suède : le groupe NRJ devient titulaire d'un réseau FM national en Suède, et ce durant huit ans.
- 2017 à la radio
Dans le monde : RCF effectue une programmation spéciale pour les 500 ans de la Réforme et du protestantisme[32]. La journée mondiale de lutte contre le sida conduit Africa n°1 à mener une campagne de sensibilisation au dépistage du VIH[33]. La croissance des ventes de récepteurs DAB continue en Europe[34]. 56 % de la population européenne peut recevoir un signal en DAB+[35]. Le rapport du WorldDAB indique que 60 millions de récepteurs RNT ont été vendus en Europe et Asie-Pacifique, contre 48 un an auparavant[36].

Plus spécifiquement, en France : Radio France lance une radio d'urgence pour les populations de Saint-Martin et de Saint-Barthélemy, confrontées aux ouragans Irma et José. Pour les 50 ans de la sortie de l'album mythique des Beatles Sgt Pepper's Lonely Hearts, Radio France présente une exposition-expérience. RFM est partenaire de Phil Collins pour deux concerts en France, après douze ans d'absence. Pour l'ouverture attendue du Louvre Abou Dhabi, RFI prévoit une couverture multilingue de l'événement sur les cinq continents.
- 2016 à la radio
Dans le monde : la vente de récepteurs radio numériques progresse de 26 % en Europe[41]. Radio France internationale diffuse des messages en plusieurs langues pour la mobilisation contre l'infection à virus Zika[42]. L'Australien Rupert Murdoch se positionne dans le sport et la radio numérique terrestre en achetant, pour 260 millions d'euros, le 3e groupe de radios privés du Royaume-Uni[43].

Plus spécifiquement, en France : le Conseil d'État, en France, autorise les grands groupes de radios à acheter des stations supplémentaires. Une fois par mois, la Maison de la Radio, en France, propose au public d'écouter un son 3D. Virgin Radio offre 50 ans de loyers à un auditeur. Le Groupe M6 lance l'acquisition de RTL, RTL2 et Fun Radio pour 216 millions d’euros.
Plus spécifiquement, en Belgique : Bel RTL se dote d'une technologie pour diffuser l'image des programmes sans intervention humaine.
- 2015 à la radio
Dans le monde : Vivendi annonce l'acquisition majoritaire du capital de Radionomy Group, acteur majeur de la radio digitale dans le monde[49]. 400 millions d'auditeurs dans le monde pour la Radio numérique terrestre en DAB+[50]. L'UER souhaite l'inclusion de récepteurs numériques dans tous les appareils de radio[51]. Les émetteurs diffusant en ondes moyennes les programmes de Radio France, de RTL Radio et de Deutschlandfunk cessent d'être utilisés[52],[53].

Plus spécifiquement, en France : vingt-huit jours de grève à Radio France, qui supprime finalement 270 postes. Matthieu Pigasse acquiert Radio Nova. Virgin Radio fait gagner la plus grosse somme jamais mise en jeu sur une radio en France.
Plus spécifiquement, au Royaume-Uni : la BBC supprime 1 000 postes.
- 2014 à la radio
Spécifiquement, en France : Laurent Ruquier reprend Les Grosses Têtes sur RTL en remplacement de son animateur historique Philippe Bouvard[58].

- 2013 à la radio - x
- 2012 à la radio - x
- 2011 à la radio - x
- 2010 à la radio - x

## Années 2000
- 2009 à la radio – x
- 2008 à la radio – x
- 2007 à la radio – x
- 2006 à la radio – x
- 2005 à la radio – x
- 2004 à la radio – x
- 2003 à la radio – x
- 2002 à la radio – x
- 2001 à la radio – x
- 2000 à la radio – x

## Années 1990
- 1999 à la radio - x
- 1998 à la radio - x
- 1997 à la radio - x
- 1996 à la radio - x
- 1995 à la radio - x
- 1994 à la radio - x
- 1993 à la radio - x
- 1992 à la radio - x
- 1991 à la radio - x
- 1990 à la radio - x

## Années 1980
- 1989 à la radio - x
- 1988 à la radio - x
- 1987 à la radio - x
- 1986 à la radio - x
- 1985 à la radio - x
- 1984 à la radio - x
- 1983 à la radio - En France, des centaines de radios locales sont officiellement autorisées pour trois ans par la Haute Autorité de la communication audiovisuelle. D'autres ont en revanche été exclues, comme Carbone 14[59] et Radio Voka (toutes deux saisies en août 1983).
- 1982 à la radio - En France, fin au monopole de la radiodiffusion (loi n° 82-652 du 29 juillet 1982 sur la communication audiovisuelle). Une Haute Autorité de la communication audiovisuelle est créée. Les radios libres deviennent officiellement des "radios locales privées".

- 1981 à la radio - En France, après l'élection de François Mitterrand à la présidence de la République, Georges Fillioud est nommé ministre de la Communication. Les radios libres sont tolérées (loi n° 81-994 du 9 novembre 1981 portant dérogation au monopole d'État de la radiodiffusion) dans l'attente d'une loi ultérieure[60].

- 1980 à la radio
Consciente du phénomène grandissant des radios libres, Radio France lance les stations Radio 7, Radio Bleue, Fréquence Nord, Radio France Mayenne et Radio France Melun.

## Années 1970
- 1979 à la radio - x
- 1978 à la radio - x
- 1977 à la radio - x
- 1976 à la radio - x

- 1975 à la radio
Naissance de Radio France internationale, par la reprise de l'ancienne station Paris Mondial.

- 1974 à la radio
L'ORTF est démantelée et le secteur radio échoit à l'entreprise publique Radio France.

- 1973 à la radio - x
- 1972 à la radio - x

- 1971 à la radio
Au sein de l'ORTF, création de France Inter Paris, qui deviendra FIP.

- 1970 à la radio - x

## Années 1960
- 1969 à la radio – x
- 1968 à la radio – x
- 1967 à la radio - Arrivée de Ménie Grégoire chez RTL, avec le concept innovant de radio interactive. Ses émissions de sujets de société passionnent les français avec une part d'audience majoritaire. Elles s'adressent principalement aux femmes et sont a posteriori qualifiées de programme ayant participé aux mouvances féministes et plus généralement d'avoir participé à la forte évolution des mœurs de la société française.[réf. nécessaire]

- 1966 à la radio
Face à l'attrait des jeunes générations pour Europe n°1 et son émission Salut les copains, Radio Luxembourg devient RTL.

- 1965 à la radio - x
- 1964 à la radio – x

- 1963 à la radio
L'ORTF s'installe à la maison de Radio France, quai Kennedy à Paris. Réorganisation des réseaux. Pour éviter la ringardisation en face d'Europe n°1, Paris Inter devient France Inter. Naissance des stations thématiques France Culture et France Musique.

- 1962 à la radio – x
- 1961 à la radio – x
- 1960 à la radio - x

## Années 1950
- 1959 à la radio – x
- 1958 à la radio – x
- 1957 à la radio - x
- 1956 à la radio - x

- 1955 à la radio
Création de la radio périphérique Europe n°1.

- 1954 à la radio
Les premiers postes à transistor arrivent, qui permettent à chacun d'écouter la radio partout. Cette dernière n'est plus familiale mais individuelle[réf. nécessaire].

- 1953 à la radio - x
- 1952 à la radio – x
- 1951 à la radio – x
- 1950 à la radio - x

## Années 1940
- 1949 à la radio – x
- 1948 à la radio – x

- 1947 à la radio
Sur un poste émetteur laissé par l'armée américaine, création de Paris Inter, radio publique d'un style nouveau.

- 1946 à la radio - x

- 1945 à la radio
L'ordonnance du 23 mars 1945, en France, établit le monopole d'État sur les stations de radio.

- 1944 à la radio
L'émission radiophonique Les Français parlent aux Français s'arrête, après 4 années de diffusion quotidienne sur les ondes de Radio Londres (BBC).

- 1943 à la radio - x
- 1942 à la radio – x
- 1941 à la radio – x

- 1940 à la radio
L'appel du 18 Juin, premier discours prononcé par le général de Gaulle à la BBC, fondateur de la Résistance française contre l'Allemagne nazie.

## Années 1930
- 1939 à la radio – x

- 1938 à la radio
Orson Welles diffuse une émission de radio-réalité sur une attaque martienne, si réaliste que les auditeurs affolés descendent dans la rue.

- 1937 à la radio
Le Poste Parisien lance l'émission « Les Incollables » qui sera ensuite déclinée sur RTL sous le titre des « Grosses têtes ».

- 1936 à la radio
Retransmission radiophonique en direct des Jeux olympiques de Berlin. Naissance du « crochet radiophonique » sur Radio Cité. Première campagne électorale française radiodiffusée.

- 1935 à la radio - x
- 1934 à la radio – x
- 1933 à la radio - x
- 1932 à la radio – x
- 1931 à la radio – x

- 1930 à la radio
Apparition des premiers autoradios dans les années 1930[61].

## Années 1920
- 1929 à la radio
Première retransmission en direct du Tour de France.

- 1928 à la radio - x
- 1927 à la radio - x
- 1926 à la radio - x

- 1925 à la radio
La radio est utilisée pour la première fois pour une campagne électorale par Herbert Hoover. On parvient, en France, à relier un pick-up à un micro, innovation permettant la radiodiffusion de disques avec une bonne qualité sonore.

- 1924 à la radio - x

- 1923 à la radio
En France, sur Radiola sont émis le premier journal parlé, initié par le journaliste Maurice Vinot, le premier reportage en direct (match de boxe) depuis la Salle Wagram, et le premier reportage en quasi-direct du match de boxe Carpentier-Nilles.[réf. nécessaire]

- 1922 à la radio
Fondation de la BBC. La Société française radio-électrique obtient l'autorisation d'effectuer, à titre expérimental, des émissions radiophoniques quotidiennes. Organisation des concerts Radiola qui vont révéler la radiodiffusion au grand public.

- 1921 à la radio
Radio Tour Eiffel diffuse un premier concert avec un émetteur de 900 W à la longueur d'onde de 2 650 m.

- 1920 à la radio
Les premiers programmes quotidiens de radiodiffusion débutent  en Angleterre (Marconi company), aux États-Unis à Washington, D.C. (KDKA) et Pittsburgh, ainsi qu'en URSS.

## Avant 1920
- Les premières applications (entre 1899 et 1913)
- Les précurseurs (entre 1841 et 1907)